# Сень (кантон)
Сень (фр. Saignes) — кантон во Франции, находится в регионе Овернь, департамент Канталь. Входит в состав округа Морьяк.
Код INSEE кантона — 1517. Всего в кантон Сень входят 12 коммун, из них главной коммуной является Сень.

## Коммуны кантона
| Коммуна    | Население, чел. (1999) | Почтовый индекс | Код INSEE |
| ---------- | ---------------------- | --------------- | --------- |
| Антиньяк   | 292                    | 15240           | 15008     |
| Бассиньяк  | 230                    | 15240           | 15019     |
| Вебре      | 503                    | 15240           | 15250     |
| Вейриер    | 116                    | 15350           | 15254     |
| Ид         | 1 931                  | 15210           | 15265     |
| Ла-Монсели | 114                    | 15240           | 15128     |
| Ле-Монтей  | 274                    | 15240           | 15131     |
| Мадик      | 248                    | 15210           | 15111     |
| Сен-Пьер   | 150                    | 15350           | 15206     |
| Сень       | 1 006                  | 15240           | 15169     |
| Сова       | 190                    | 15240           | 15223     |
| Шампаньяк  | 1 169                  | 15350           | 15037     |

## Население
Население кантона на 1999 год составляло 6 223 человека.
| 1962  | 1968  | 1975  | 1982  | 1990  | 1999  | 2006 | 2007 |
| ----- | ----- | ----- | ----- | ----- | ----- | ---- | ---- |
| 6 388 | 7 044 | 6 586 | 6 646 | 6 562 | 6 223 | —    | —    |